# Popmundo
Popmundo (precedentemente conosciuto come Popomundo e, per un breve periodo, Poplove) è un gioco di ruolo online, il cui scopo principale è quello di fare carriera nell'universo musicale e dello spettacolo, trasformandosi in provetti rockstar, bluesman, jazzisti, rapper, punk, ecc., creando la propria band o carriera solista per avanzare in classifica e ottenere sempre più fama.
Attivo dal 1º gennaio 2003, il gioco è stato tradotto in molte lingue (italiano compreso) e negli ultimi anni ha conosciuto una vera e propria esplosione demografica, con un numero di personaggi superiore ai 250.000

## Modalità di gioco
Nel gioco sono presenti diverse città in cui personaggi possono andare e interagire nei vari luoghi e strutture che ne fanno parte (ad esempio la torre Eiffel a Parigi). In ogni città il giocatore può trovare la versione locale della rivista in-game It's Pop, con articoli diversi e scritti nella lingua nazionale di quella città.
All'interno del gioco, gli utenti possono mandarsi messaggi privati o usare i forum del sito. I loro personaggi invece possono relazionarsi con gli altri in vari modi, fino a sposarsi e avere figli. Fra le attività possibili, i personaggi possono anche derubare gli altri e, viceversa, altri personaggi possono fare i giudici, gli avvocati o i poliziotti, arrestando i criminali. Oppure intraprendere una carriera medica per curare i personaggi nel gioco.

### Localizzazione
Il gioco è stato tradotto in più di 30 lingue diverse, qui elencate in ordine alfabetico: azero, bosniaco, bulgaro, catalano, cinese, croato, danese, estone, finlandese, francese, indonesiano, inglese, italiano, lituano, norvegese, olandese, polacco, portoghese, portoghese brasiliano, rumeno, russo, serbo, spagnolo, spagnolo latinoamericano, svedese, tagalog, tedesco, turco, ucraino e ungherese. La traduzione attualmente più utilizzata è quella turca.
Oltre alla lingua, i giocatori possono scegliere la loro valuta e il loro formato della data e ora.

## Cambio di nome
- Inizialmente, il 9 ottobre 2007 il gioco cambia nome da Popomundo a Poplove. Il motivo, stando alla news pubblicata dagli sviluppatori lo stesso giorno[2], era che il nome precedente aveva dei significati imbarazzanti e ambigui in diverse traduzioni, ed era inoltre difficile da ricordare. Il dominio è stato modificato di conseguenza in poplove.com.
- Due giorni dopo, l'11 ottobre, a seguito delle numerose proteste avanzate dalla maggior parte degli utenti sui forum, gli sviluppatori decidono di tornare temporaneamente sui loro passi: Poplove, oltre a incontrare diverse reazioni negative nella comunità, viene bloccato dai filtri di internet, impedendo a diversi utenti di accedere al gioco (il dominio www.poplove.com apparteneva in precedenza a un sito pornografico). Per questo motivo gli sviluppatori tornano a utilizzare temporaneamente il vecchio dominio e sostituiscono il nome col provvisorio The Game Formerly Known As Popomundo (il gioco precedentemente conosciuto come Popomundo), per poi discutere sulla scelta del nuovo nome insieme alla comunità[3].
- Il 23 aprile 2008 il nome diventa Popmundo, senza la lettera O[4].

## Versione beta
Il 26 ottobre 2011 gli sviluppatori del gioco misero online la versione test, denominata "beta", di Popmundo, per ora solo in inglese.
Il 30 aprile 2012 la versione 1.0 è stata sostituita con la 2.0 ancora in fase beta. Pochi giorno dopo è stato tradotto in molte lingue tra cui l'italiano.